# Pío Leyva
Pío Leyva (* 5. Mai 1917 in Morón, Kuba als Wilfredo Leyva Pascual; † 22. März 2006 in Havanna) war ein kubanischer Musiker.

## Leben
Leyva begann seine künstlerische Karriere im Alter von acht Jahren als Bongospieler. 1932 trat er erstmals als Sänger in einem Orchester in seiner Heimatstadt auf. Ab 1953 war er als Sänger in verschiedenen Formationen in Havanna tätig und arbeitete u. a. mit dem Komponisten Compay Segundo zusammen. Aus dieser Zusammenarbeit entstanden zahlreiche Hits wie Chan Chan. 1997 taten sich beide für Ry Cooders Musikprojekt Buena Vista Social Club erneut zusammen, das durch Wim Wenders’ gleichnamigen Film international berühmt wurde.
Seit 2000 war Leyva mehrere Jahre in Folge mit der Produktion "Live From Buena Vista" in Europa auf Tournee. Zusammengestellt aus Größen aus dem Film sowie bislang unbekannten Musikern, entstand aus diesen Tourneen die Formation "Soneros de Verdad" unter Führung des Sängers Luis Frank Arias.
Insgesamt wirkte Leyva in seiner musikalischen Laufbahn an 25 Alben mit.
Am 22. März 2006 starb Pío Leyva an einem Herzinfarkt.

## Filmografie (Auswahl)
- 1999 Buena Vista Social Club
- 2004 Música Cubana